# Spezia Calcio 2002-2003
Questa pagina raccoglie le informazioni riguardanti lo Spezia Calcio nelle competizioni ufficiali della stagione 2002-2003.

## Stagione
Nella stagione 2002-2003, dopo la doppia delusione di primavera con le semifinali di Coppa e campionato sfumate, il presidente Angelo Zanoli si separa da Andrea Mandorlini. Al suo posto torna Antonio Sassarini vecchia bandiera spezzina. Ma la sua è una squadra senz'anima, spossata dalle recenti delusioni. La partenza è lenta, gli aquilotti subiscono quattro sconfitte nelle prime sette partite del torneo. Ci vogliono però altri due allenatori, prima Stefano Cuoghi e poi Walter Nicoletti per ridare allo Spezia la tonicità necessaria per competere con le migliori squadre. Alla fine lo Spezia perde per un soffio il tram dei playoff, mentre il Treviso e l'Albinoleffe volano tra i cadetti. Miglior marcatore bianconero della stagione è Giovanni Pisano con 15 reti, 4 in Coppa Italia e 11 in campionato. Nella Coppa Italia nazionale lo Spezia disputa con poche soddisfazioni il gruppo 2 di qualificazione, che promuove il Vicenza. Mentre nella Copa Italia di Serie C entra in scena nei sedicesimi superando il Savona, negli ottavi elimina il Grosseto, poi nei quarti perde il doppio confronto con la Pro Patria, che passa alle semifinali.

## Rosa
| N. |                   | Ruolo | Calciatore         |
| -- | ----------------- | ----- | ------------------ |
|    | Italia (bandiera) | C     | Simonluca Agazzone |
|    | Italia (bandiera) | C     | Giuseppe Alessi    |
|    | Italia (bandiera) | C     | Tommy Beltrame     |
|    | Italia (bandiera) | C     | Renato Buso        |
|    | Italia (bandiera) | D     | Cristian Campi     |
|    | Italia (bandiera) | C     | Davide Cangini     |
|    | Italia (bandiera) | C     | Andrea Caverzan    |
|    | Italia (bandiera) | P     | Alex Cordaz        |
|    | Italia (bandiera) | C     | Luca Coti          |
|    | Italia (bandiera) | D     | Giovanni Dall'Igna |
|    | Italia (bandiera) | D     | Marino D'Aloisio   |
|    | Italia (bandiera) | D     | Augusto Di Muri    |
|    | Italia (bandiera) | D     | Daniele Ficagna    |
|    | Italia (bandiera) | A     | Francesco Fiori    |

| N. |                               | Ruolo | Calciatore           |
| -- | ----------------------------- | ----- | -------------------- |
|    | Italia (bandiera)             | D     | Giuseppe Imburgia    |
|    | Italia (bandiera)             | P     | Fabrizio Lorieri     |
|    | Italia (bandiera)             | D     | Massimo Melucci      |
|    | Italia (bandiera)             | C     | Nicola Mingazzini    |
|    | Macedonia del Nord (bandiera) | A     | Goran Pandev         |
|    | Italia (bandiera)             | D     | Gianfranco Parlato   |
|    | Italia (bandiera)             | D     | Luca Percassi        |
|    | Italia (bandiera)             | A     | Giovanni Pisano      |
|    | Italia (bandiera)             | C     | Alberto Quadri       |
|    | Argentina (bandiera)          | P     | Hugo Rubini          |
|    | Cile (bandiera)               | A     | Mauricio Sanguinetti |
|    | Macedonia del Nord (bandiera) | A     | Aco Stojkov          |
|    | Italia (bandiera)             | A     | Vittorio Torino      |

## Risultati

### Campionato

#### Girone di andata
| Arbitro: | Giannoccaro (Lecce) |

|                        |           |  |
| Ganci 17’ Bellotto 23’ | Marcatori |  |

| La Spezia 8 settembre 2002 2ª giornata | Spezia               | 0 – 0 | Lumezzane | Stadio Alberto Picco\| Arbitro: \| Nicoletti (Macerata) \| |
| Arbitro:                               | Nicoletti (Macerata) |       |           |                                                            |

| Arbitro: | Ferraro (Crotone) |

|                                      |           |               |
| Dall'Acqua 22’, 29’ Amore 39’ (rig.) | Marcatori | 80’ Dall'Igna |

| Arbitro: | Squillace (Catanzaro) |

|           |           |  |
| Fiori 76’ | Marcatori |  |

| Arbitro: | Mariuzzo (Venezia) |

|                          |           |              |
| A. Villa 30’ De Sole 86’ | Marcatori | 90+2’ Alessi |

| La Spezia 6 ottobre 2002 6ª giornata | Spezia         | 0 – 0 | Lucchese | Stadio Alberto Picco\| Arbitro: \| Romeo (Verona) \| |
| Arbitro:                             | Romeo (Verona) |       |          |                                                      |

| Arbitro: | Zambon (Padova) |

|               |           |  |
| Banchelli 21’ | Marcatori |  |

| Arbitro: | Ioseffi (Siena) |

|                   |           |             |
| Pisano 13’ (rig.) | Marcatori | 64’ Bonazzi |

| Arbitro: | Caristia (Siracusa) |

|  |           |            |
|  | Marcatori | 65’ Pandev |

| Arbitro: | Rocchi (Firenze) |

|           |           |              |
| Campi 11’ | Marcatori | 35’ Bizzarri |

| Arbitro: | Pantana (Macerata) |

|               |           |                   |
| Benhassen 57’ | Marcatori | 72’, 90+5’ Alessi |

| Arbitro: | Tonolini (Milano) |

|                                         |           |  |
| Alessi 13’ (rig.) Pellizzaro 18’ (aut.) | Marcatori |  |

| Arbitro: | Marelli (Como) |

|             |           |           |
| Bettini 83’ | Marcatori | 54’ Campi |

| Busto Arsizio 1º dicembre 2002 14ª giornata | Pro Patria          | 0 – 0 | Spezia | Stadio Carlo Speroni\| Arbitro: \| Carlucci (Molfetta) \| |
| Arbitro:                                    | Carlucci (Molfetta) |       |        |                                                           |

| Arbitro: | Finazzi (Torino) |

|              |           |              |
| Caverzan 47’ | Marcatori | 58’ Anzalone |

| Arbitro: | Romeo (Verona) |

|             |           |  |
| Bernacci 4’ | Marcatori |  |

| Arbitro: | Squillace (Catanzaro) |

|                       |           |                            |
| Pisano 2’ (rig.), 27’ | Marcatori | 62’ Pinamonte 67’ Vendrame |

#### Girone di ritorno
| Arbitro: | Tagliavento (Terni) |

|                 |           |  |
| Pisano 35’, 76’ | Marcatori |  |

| Arbitro: | Fiori (Perugia) |

|                                        |           |                                     |
| Medda 23’ Guidetti 44’, 68’ Strada 52’ | Marcatori | 4’ Buso 11’ Fiori 41’, 90+4’ Alessi |

| Arbitro: | Saveri (Viterbo) |

|            |           |                               |
| Pisano 43’ | Marcatori | 30’ Dall'Acqua 84’ De Gasperi |

| Arbitro: | Tonolini (Milano) |

|             |           |                             |
| Perrone 43’ | Marcatori | 9’ Caverzan 68’, 87’ Pandev |

| La Spezia 2 febbraio 2003 22ª giornata | Spezia               | 0 – 0 | Pistoiese | Stadio Alberto Picco\| Arbitro: \| Nicoletti (Macerata) \| |
| Arbitro:                               | Nicoletti (Macerata) |       |           |                                                            |

| Arbitro: | Tagliavento (Terni) |

|               |           |  |
| Carruezzo 62’ | Marcatori |  |

| Arbitro: | Carlucci (Molfetta) |

|                    |           |            |
| Fiori 16’ Coti 57’ | Marcatori | 72’ Varela |

| Arbitro: | Brunialti (Trento) |

|                            |           |                       |
| Bonazzi 43’ Regonesi 90+1’ | Marcatori | 46’ Caverzan 83’ Coti |

| Arbitro: | Pantana (Macerata) |

|                           |           |               |
| Pisano 26’ Mingazzini 78’ | Marcatori | 45’ M. Morfeo |

| Arbitro: | Tonolini (Milano) |

|                  |           |  |
| Giandomenico 55’ | Marcatori |  |

| Arbitro: | P.S. Mazzoleni (Bergamo) |

|                                   |           |                       |
| Pandev 14’ Cangini 27’ Pisano 57’ | Marcatori | 50’ Zirafa 73’ Gorini |

| Arbitro: | Damato (Barletta) |

|  |           |                  |
|  | Marcatori | 4’, 90+2’ Pisano |

| La Spezia 13 aprile 2003 30ª giornata | Spezia              | 0 – 0 | Pisa | Stadio Alberto Picco\| Arbitro: \| Giannoccaro (Lecce) \| |
| Arbitro:                              | Giannoccaro (Lecce) |       |      |                                                           |

| La Spezia 19 aprile 2003 31ª giornata | Spezia              | 0 – 0 | Pro Patria | Stadio Alberto Picco\| Arbitro: \| Tagliavento (Terni) \| |
| Arbitro:                              | Tagliavento (Terni) |       |            |                                                           |

| Alzano Lombardo 27 aprile 2003 32ª giornata | Alzano Virescit     | 0 – 0 | Spezia | Stadio Carillo Pesenti Pigna\| Arbitro: \| Carlucci (Molfetta) \| |
| Arbitro:                                    | Carlucci (Molfetta) |       |        |                                                                   |

| La Spezia 4 maggio 2003 33ª giornata | Spezia               | 0 – 0 | Cesena | Stadio Alberto Picco\| Arbitro: \| Nicoletti (Macerata) \| |
| Arbitro:                             | Nicoletti (Macerata) |       |        |                                                            |

| Arbitro: | Ferraro (Crotone) |

|                |           |                       |
| Giampietro 90’ | Marcatori | 58’ Alessi 69’ Pisano |

## Coppa Italia

### Gruppo 2
| Arbitro: | Brighi (Cesena) |

|  |           |                                     |
|  | Marcatori | 6’ Jeda 72’ Margiotta 78’ Zanchetta |

| Arbitro: | Dondarini (Finale Emilia) |

|                          |           |          |
| Ginestra 60’ (rig.), 80’ | Marcatori | 27’ Coti |

| La Spezia 11 settembre 2002 3ª giornata | Spezia         | 0 – 0 | AlbinoLeffe | Stadio Alberto Picco\| Arbitro: \| Pieri (Genova) \| |
| Arbitro:                                | Pieri (Genova) |       |             |                                                      |

### Coppa Italia Serie C
| Arbitro: | Bo (Genova) |

|                           |           |                 |
| Di Giosia 55’ Peluffo 83’ | Marcatori | 16’ Sanguinetti |

| Arbitro: | Cenni (Imola) |

|                        |           |  |
| Pisano 29’ Stojkov 77’ | Marcatori |  |

| Arbitro: | Lena (Ciampino) |

|                      |           |             |
| Buzzegoli 80’ (rig.) | Marcatori | 35’ Stojkov |

| Arbitro: | Lops (Torino) |

|                                                   |           |  |
| Pisano 25’, 30’, 62’ Pandev 53’ Alessi 61’ (rig.) | Marcatori |  |

| Arbitro: | Banti (Livorno) |

|             |           |            |
| Ruopolo 24’ | Marcatori | 82’ Alessi |

| Arbitro: | Stefanini (Prato) |

|  |           |             |
|  | Marcatori | 90’ Ruopolo |